# José Manuel Pozo
José Manuel Pozo Luco (Talca, Chile, 18 de julio de 1960) es un agricultor y jinete de rodeo chileno. Pertenece a una amilia talquina de gran tradición en el deporte nacional chileno y en su larga trayectoria como criador de caballos y como jinete se destacan dos campeonatos de Chile (1998 y 2016).
Aprendió a andar a caballo desde muy niño, disputando su primer rodeo a los 13 años, haciendo collera con su padre. En 1998 ganó su primer campeonato nacional, junto a su hermano Alejandro. 18 años más tarde consiguió su segundo título, esta vez junto a José Tomás Meza y montando a "Disturbio" y "Perno" con la excelente suma de 41 puntos buenos.
Al finalizar la temporada 2015-2016 obtuvo el primer lugar en el ranking de jinetes de la Federación del Rodeo Chileno con un total de 398 puntos. En el campeonato de 1998, cuando fue campeón con su hermano Alejandro, también obtuvo el primer lugar del ranking al finalizar la temporada.
Desde agosto de 2021 es considerado un Arreglador Maestro de la Escuela Ecuestre Huasa, conforme al reglamento publicado por la Federación Deportiva Nacional del Rodeo Chileno.

## Campeonatos nacionales
| Año  | Collera         | Caballos              | Puntaje | Asociación           |
| ---- | --------------- | --------------------- | ------- | -------------------- |
| 1998 | Alejandro Pozo  | "Campo II" y "Peumo"  | 35+11   | Talca                |
| 2016 | José Tomás Meza | "Disturbio" y "Perno" | 41      | Talca y Santiago Sur |

### Terceros campeonatos
- 1982: junto con José Pozo, montando a "Barra" y "Codociosa" con 18 puntos.
- 1997: junto con Alejandro Pozo, montando a "Campo Bueno II" y "Peumo" con 30+6 puntos.